# NGC 7598
NGC 7598 (другие обозначения — PGC 71011, MCG 3-59-33, ZWG 454.33, ARAK 582, LT 32) — галактика в созвездии Пегас.
Этот объект входит в число перечисленных в оригинальной редакции «Нового общего каталога».